# Kasaoka
Kasaoka (笠岡市, Kasaoka-shi) est une ville située dans la préfecture d'Okayama, au Japon.

## Géographie

### Situation
Kasaoka est située dans le sud-ouest de la préfecture d'Okayama, au bord de la mer intérieure de Seto. Plusieurs îles dépendent administrativement de la ville, parmi lesquelles Manabe-shima et Shiraishi-jima, accessibles depuis le port de Kasaoka.

### Démographie
Au 1er octobre 2021, la population de Kasaoka s'élevait à 46 484 habitants, répartis sur une superficie de 136,24 km2.

## Histoire
Kasaoka a acquis le statut de ville en 1952.

## Transports
La ville est desservie par la ligne principale Sanyō de la compagnie JR West à la gare de Kasaoka.

## Jumelages
Kasaoka est jumelée avec :
- Ōda (Japon) depuis 1990
- Mörbylånga (Suède) depuis 1999
- Kota Bharu (Malaisie) depuis 1999